# 本庄総合公園市民球場
本庄総合公園市民球場(ほんじょうしみんきゅうじょう)は、埼玉県本庄市の本庄総合公園内にある野球場。
2018年8月に市内のケイアイスター不動産が命名権者に決定し、同年11月から5年間の契約（年間201万円の総額1005万円）で「ケイアイスタジアム」の愛称が採用された。期間満了となる2023年に契約を更新し、さらに5年間（年間40万円）愛称が使用されることになった。

## 概要
NPBでは埼玉西武ライオンズ主催のイースタン・リーグの試合が開催される。
ベースボール・チャレンジ・リーグでは、隣接県を本拠とする群馬ダイヤモンドペガサスが2009年から2011年まで毎年公式戦1試合を開催したのち、埼玉県に2015年に発足した武蔵ヒートベアーズが2017年まで公式戦（NPB3軍との交流戦を含む）を開催した（2015年5試合・2016年4試合・2017年1試合）が、2018年以降は開催実績がない。
このほか、関東のボーイズリーグの大会にも使用されている。

## 施設概要
- 面積：-㎡
- 内野：クレー舗装 外野：天然芝
- 両翼：95m 中堅：120m
- 収容人員：10,000人 (メイン：1,350人 内野：2,100人 外野(芝生)：6,550人
- 照明：6基
- スコアボード：電光掲示板

## 交通アクセス
鉄道
高崎線（JR東日本）本庄駅から徒歩25分
上越新幹線本庄早稲田駅から徒歩15分
バス
高崎線本庄駅南口から、はにぽんシャトルで「本庄早稲田駅北口」下車、徒歩15分
自動車
関越自動車道・本庄児玉インターチェンジから10分